# لشکر دوازدهم زرهی اس‌اس هیتلریوگنت
لشکر دوازدهم زرهی اس‌اس جوانان هیتلری (به آلمانی:12. SS-Panzer-Division „Hitlerjugend“) یکی از لشکرهای وابسته به وافن اس‌اس در جنگ جهانی دوم بود.

## فرماندهان
- فریتس ویت
- کورت میر
- هوبرت میر
- فریتس کرمر
- هوگو کراس